# Aliens: Colonial Marines
Aliens: Colonial Marines je počítačová hra typu first-person shooter vyvinutá společností Gearbox Software a vydaná společností Sega. Hra byla publikována 12. února 2013 pro platformy PlayStation 3, Xbox 360 a Microsoft Windows. Děj hry se odehrává po událostech zobrazených ve filmu Vetřelci z roku 1986.

## Příběh
Celý příběh začíná na planetě LV-426 (známá z filmu Vetřelec), kde skupina horníků-kolonistů z planetární lidské kolonie společnosti Weyland-Yutani najde poblíž kolonie ruiny ztroskotaného vesmírného plavidla a uvnitř něj ostatky mimozemšťana a tisíce vajec. O několik týdnů později ztratí společnost s kolonií kontakt a na planetu je vyslána vojenská jednotka mariňáků lodi USS Sulaco (děj z filmu Vetřelci). Jednotka se nevrací už déle než 5 týdnů a navíc je od jednoho člena jednotky, desátníka Dwayna Hickse, vyslán nouzový signál, a tak je vyslána jiná jednotka lodi USS Sephora pod vedením kapitána Jeremyho Cruze. Jedním členem v jednotce je také desátník Christopher Winter (hráčova postava). Jeho úkolem je najít Hickse, probojovat se přes kolonii plnou vetřelců, celé zařízení odpálit a opustit planetu. Ve hře budete čelit nejen vetřelcům, ale i vojákům společnosti Weyland-Yutani...

## Zbraně
Arzenál zbraní je zde pestrý, mimo jiné lze zbraně i upravovat o hledí, sekundární palbu, typ střelby atd. Seznam zbraní je: Pulzní puška, Útočná puška, Bitevní puška (Odstřelovací puška), Samopal, Taktická a Pumpovací brokovnice, Servisní a Útočná pistole. Mimo jiné je zde i Raketomet, Smart gun a Plamenomet. Dále jsou zde i granáty - Výbušný a Zápalný. Díky několika DLC se do hry přidají i další zbraně - Projektilová puška S.H.A.R.P., Plazmová odstřelovací puška, Dvouhlavňová brokovnice a Elektrický granát. Ve hře jsou i legendární zbraně - Hudsnova pulzní puška, Hiksova brokovnice, Pistole Vasquézové, Gormanova pistole, Frostův plamenomet, vasguézové smart gun a v DLC Limited edition pack je i Plamenomet Rypleové (Plamenomet slepený s Pulzní puškou). Ve hře je i několikrát použitá Automatická střílna (Sentry gun), kterou musí i hráč několikrát přesouvat.

## Výbava
Výbava není tak pestrá jako zbraně, ale ve hře výbava je. Do výbavy patří Detektor pohybu, Svítilna, Ruční hořák, Zařízení na hacknutí systémů a v DLC Stasis Interrupted je i Plynová maska.